# Церковь Святого Креста (Апаран)
Церковь Святого Креста (арм. Սուրբ Խաչ եկեղեցի, церковь Сурб Хач, также известная как Касахская базилика) — армянская церковь IV века, расположенная в городе Апаран, Арагацотнского района Армении.

## История
Церковь Святого Креста в Апаране была возведена княжеским родом Гнтуни, управляющим исторической провинцией Армении — Ниг. Это раннехристианский храм, который был основательно отремонтирован в 1826 году: до этого кровля храма была деревянной.
В советские годы Сурб Хач пострадала от землетрясения и не действовала до конца XX века. В 1942—1946 годах архитектор Александр Саинян начал исследования церкви для ее восстановления, однако его план реставрации, не осуществившись, так и остался лишь на бумаге. В 1991—1992 годах дьякон Эдвард Франгулян предлагает начать восстановление храма, взяв за основу план реставрации архитектора Саиняна. До 1996 года основное строение реставрируется, в том же году храм заново освящается и в нем после долгих лет вновь возобновляются службы. Все эти годы церковь стояла с одним каменным потолком, и только в 2002 году над ней возвели черепичную крышу.

## Галерея

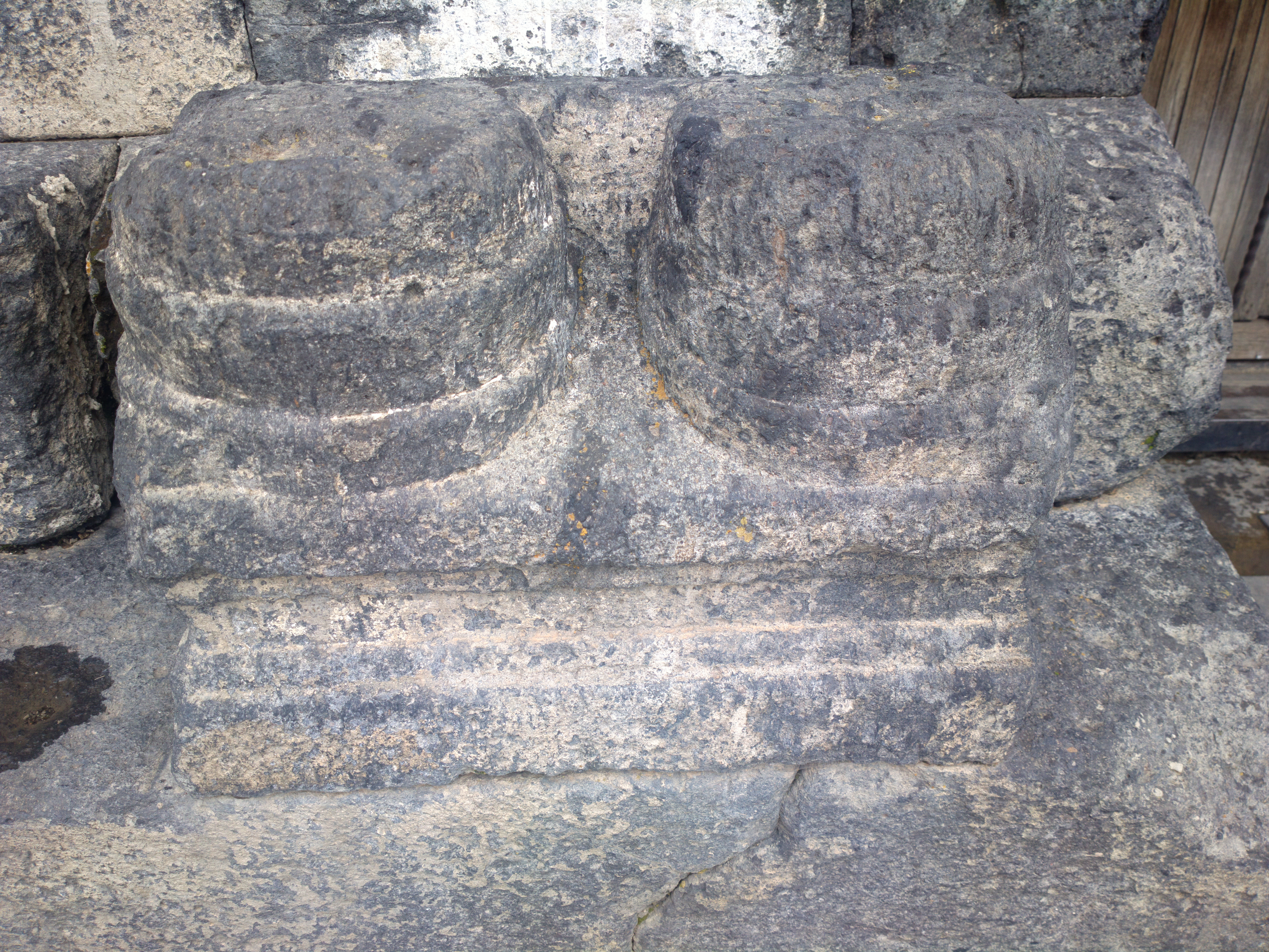
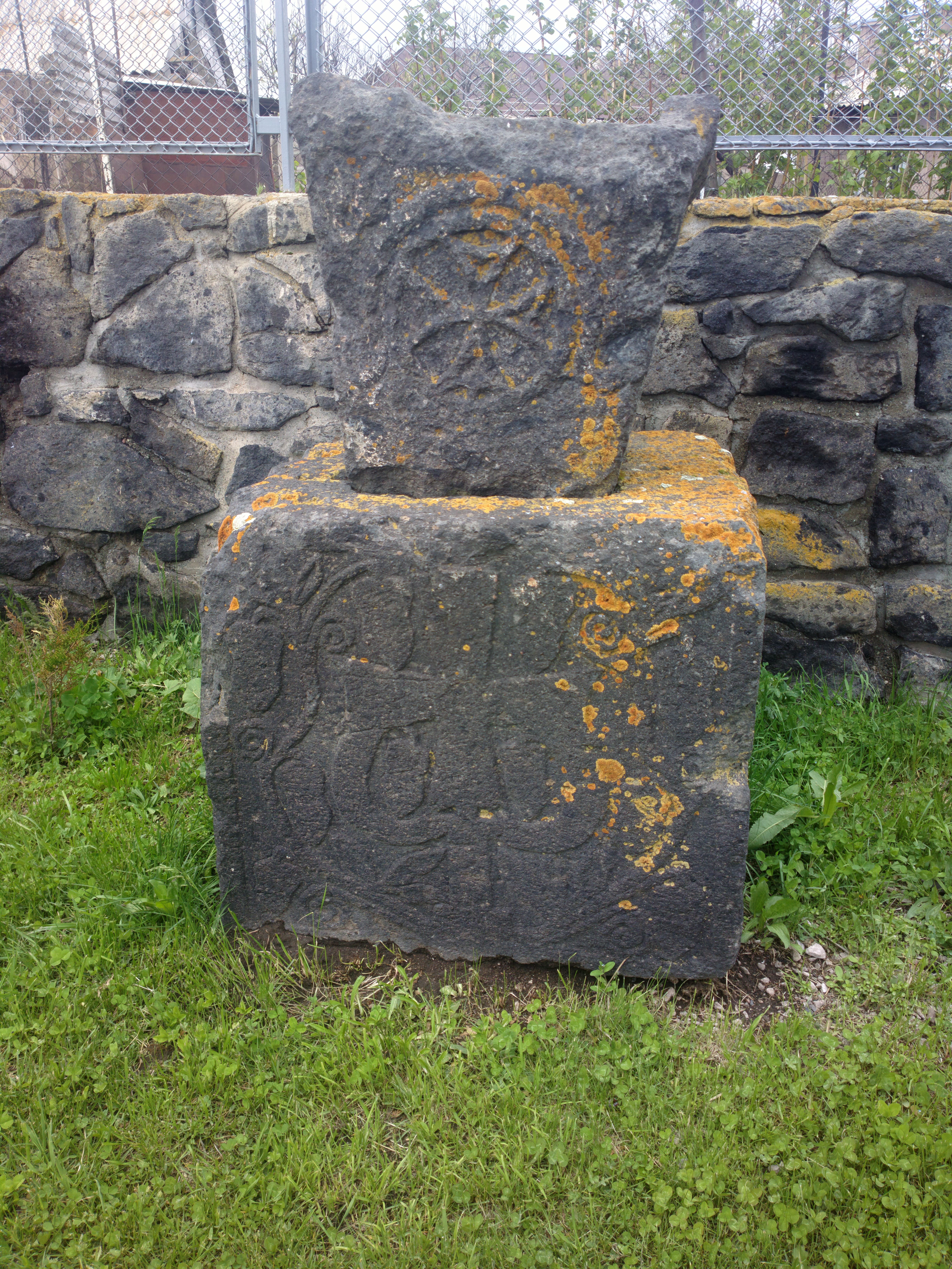
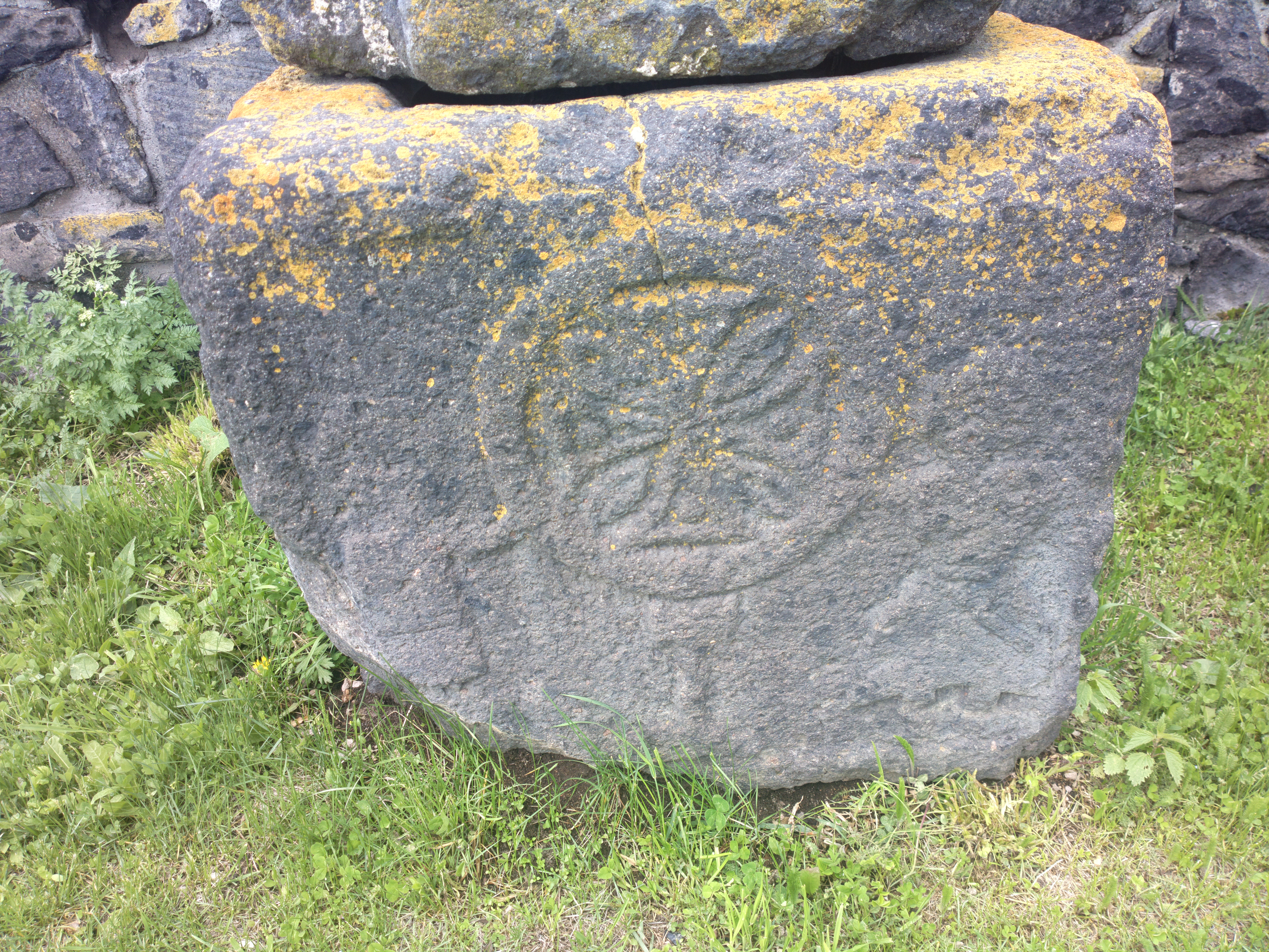
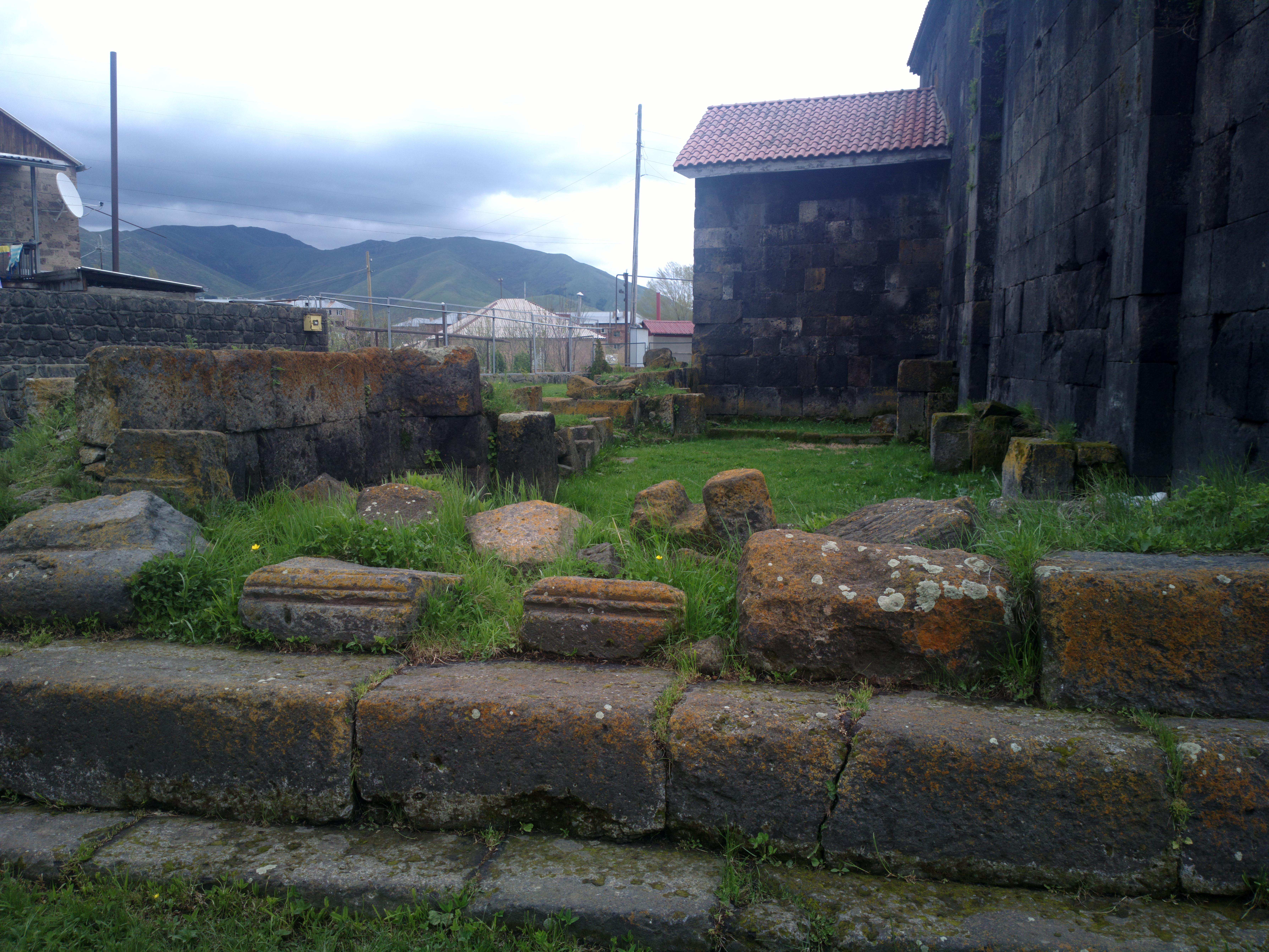
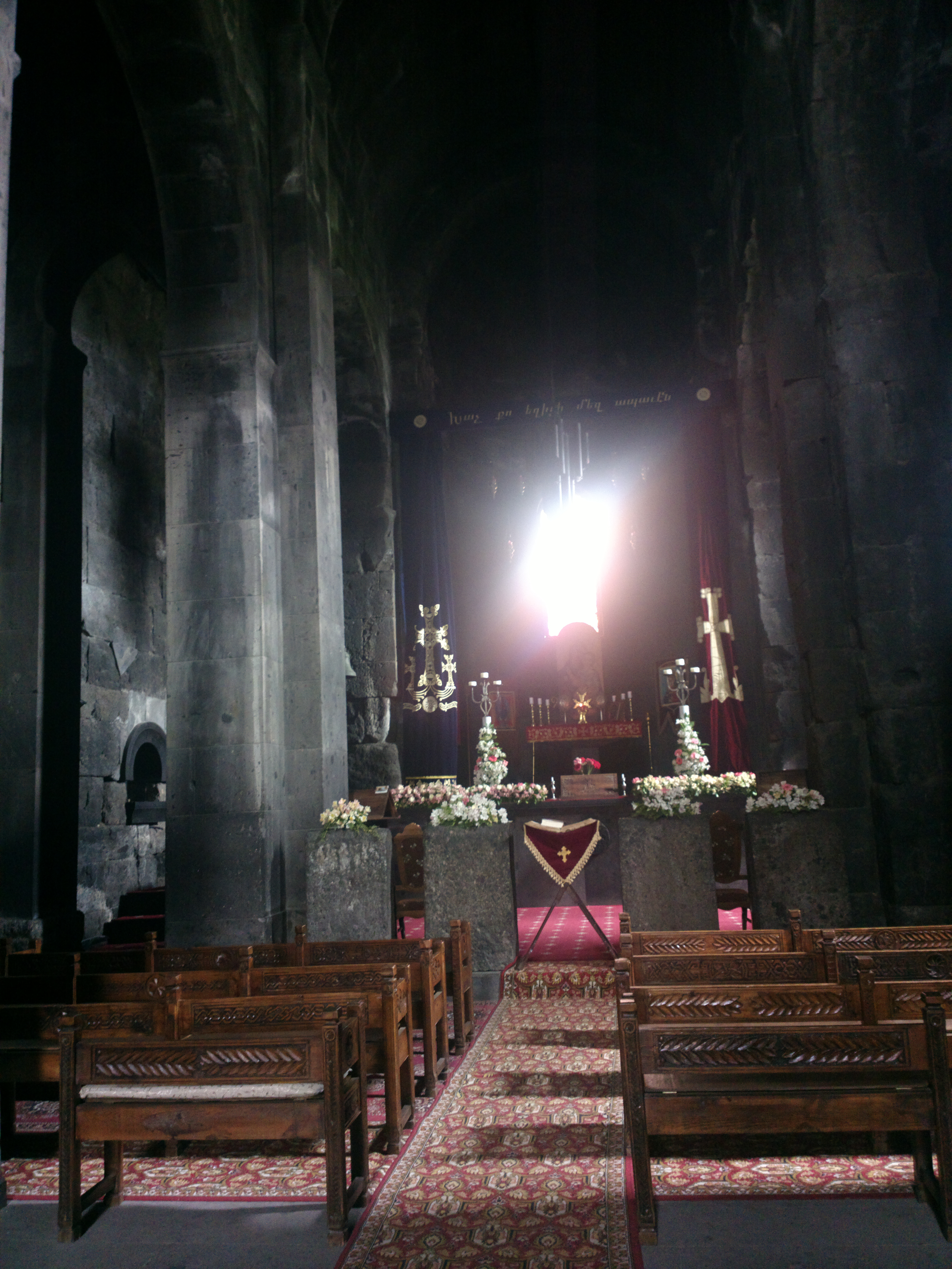
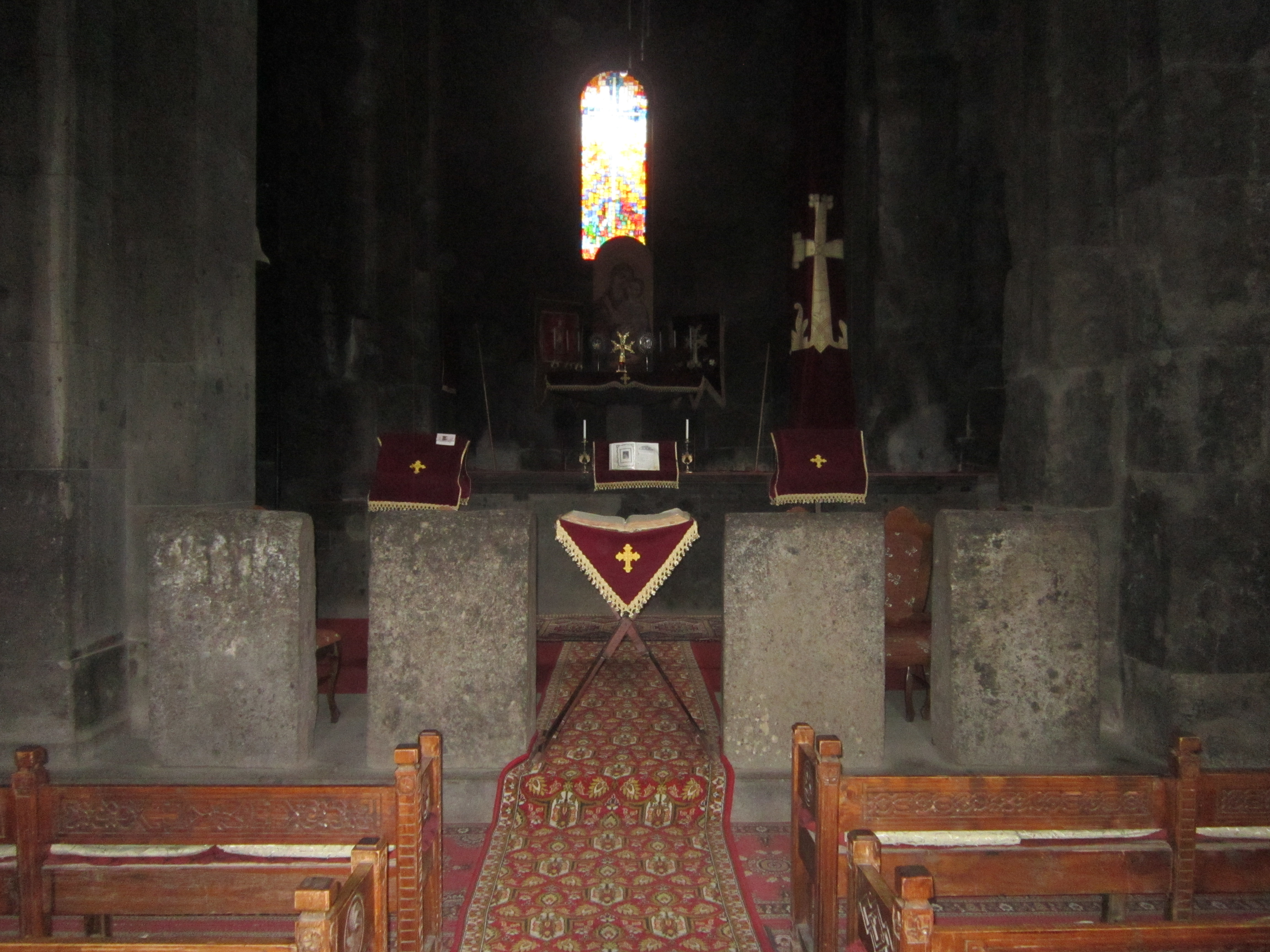
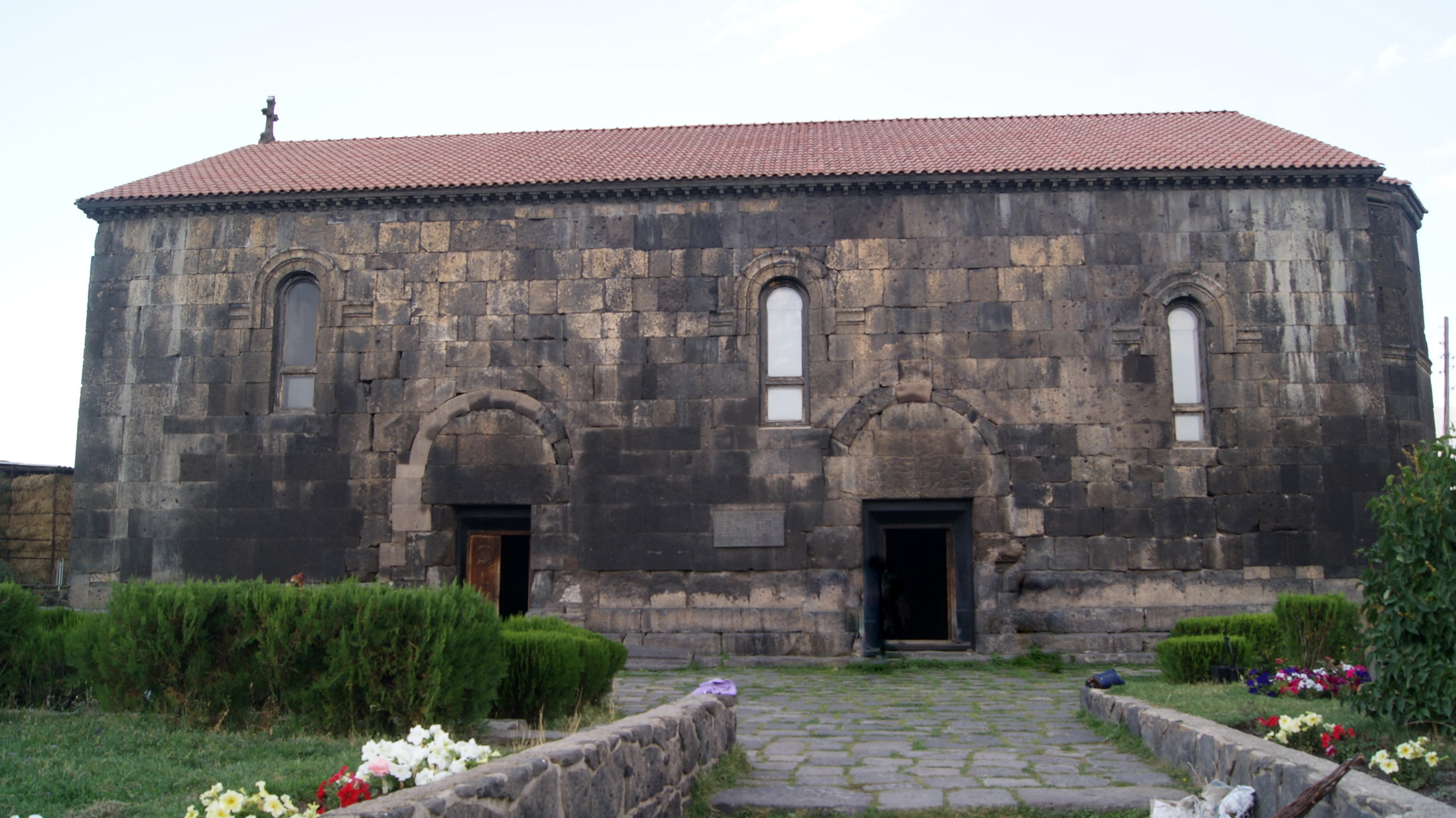